# Le Bonheur fantôme
Albums de Camille Bazbaz
Sur le bout de la langue
(2004) La Chose
(2010)
Le Bonheur fantôme est le quatrième album de l'auteur-compositeur-interprète français Camille Bazbaz, sorti en mai 2007.

## Présentation
Camille Bazbaz travaille notamment avec Nina Morato, mais aussi avec le duo de musiciens Sly and Robbie.
Une partie de l'album est enregistrée à Kingston, et l'autre en France.
Toujours fasciné par le reggae et la Jamaïque,, il reconnait que chanter en français lui est parfois difficile (le vocabulaire, les mots dans la bouche, le larynx), et s'insurge de l'importance donnée au texte, en France : « Faut pas confondre Baudelaire et Gainsbourg. La musique est un vecteur suffisamment fort et un texte de chanson n'existe qu'avec la mélodie ».

## Liste des titres
| 1.    | Excès d'abus                          | 2:34 |
| 2.    | Sans toi                              | 4:42 |
| 3.    | C'est pas un métier                   | 2:58 |
| 4.    | Mon allumette                         | 3:45 |
| 5.    | Tout ce que tu veux                   | 4:20 |
| 6.    | D'amour et d'eau fraîche              | 3:23 |
| 7.    | Con d'homme                           | 3:10 |
| 8.    | Dis-le (feat. Sly and Robbie)         | 3:03 |
| 9.    | L'Égérie                              | 4:50 |
| 10.   | Ma belle évanouie                     | 5:00 |
| 11.   | Les Échecs                            | 3:55 |
| 12.   | Ritournelle (en duo avec Nina Morato) | 4:03 |
| 13.   | Ma maison                             | 3:15 |
| 14.   | Iliennes (feat. Sly and Robbie)       | 5:43 |
| 54:41 |                                       |      |